# Падіння річки
Паді́ння рі́чки — різниця висот рівнинної поверхні води річки у двох різних точках, розташованих на певній відстані по довжині річки; виражається в метрах. Різниця висот між витоком і гирлом називається повним падінням річки. Звичайно вираховують падіння річки на 1 км русла. Для рівнинних річок воно становить декілька см/км, для гірських – декілька м/км. 
Падіння річки визначають за формулою: 
П = h1 — h2, де  П — падіння річки, h1 — висота витоку, h2 — висота гирла. 
Відношення падіння річки до її довжини називають похилом річки. 
В Україні максимальні величини падіння річки характерні для гірських річок Українських Карпат і Кримських гір, найменші — для рівнинних річок (зокрема, Чернігівського Полісся, північно-західної частини Волинського Полісся). 